# Dänische Badmintonmeisterschaft 2011
Die Dänische Badmintonmeisterschaft 2011 fand vom 3. bis zum 6. Februar 2011 in Randers statt.

## Sieger und Platzierte
| Disziplin    | Gold                                 | Silber                                     | Bronze                                  |
| ------------ | ------------------------------------ | ------------------------------------------ | --------------------------------------- |
| Herreneinzel | Peter Gade                           | Rune Ulsing                                | Hans-Kristian Vittinghus                |
| Herreneinzel | Peter Gade                           | Rune Ulsing                                | Viktor Axelsen                          |
| Dameneinzel  | Tine Baun                            | Karina Jørgensen                           | Maria Herskind                          |
| Dameneinzel  | Tine Baun                            | Karina Jørgensen                           | Lene Clausen                            |
| Herrendoppel | Mads Conrad-Petersen Jonas Rasmussen | Theis Christiansen Emil Holst              | Mikkel Elbjørn Christian Skovgaard      |
| Herrendoppel | Mads Conrad-Petersen Jonas Rasmussen | Theis Christiansen Emil Holst              | Mats Bue Anders Skaarup Rasmussen       |
| Damendoppel  | Line Damkjær Kruse Marie Røpke       | Sandra-Maria Jensen Line Kjærsfeldt        | Kamilla Rytter Juhl Christinna Pedersen |
| Damendoppel  | Line Damkjær Kruse Marie Røpke       | Sandra-Maria Jensen Line Kjærsfeldt        | Maria Helsbøl Anne Skelbæk              |
| Mixed        | Mads Pieler Kolding Maria Helsbøl    | Mikkel Delbo Larsen Mie Schjøtt-Kristensen | Rasmus Bonde Marie Røpke                |
| Mixed        | Mads Pieler Kolding Maria Helsbøl    | Mikkel Delbo Larsen Mie Schjøtt-Kristensen | Anders Skaarup Rasmussen Anne Skelbæk   |